# Rey Volpato
Rey Volpato (Dolo, 27 de agosto de 1986) es un futbolista de origen italiano, que actualmente juega como delantero centro para el Unione Sportiva Adriese 1906

## Carrera
Comenzó su carrera profesional en el Padova, fichando por la Juventus en 2004, aunque fue cedido al AC Siena y el AC Arezzo, los 2 próximos  años. El 4 de julio de 2007 firma por el Empoli en una copropiedad (€ 500K) que lo mantuvo con el equipo de la Toscana durante la temporada 2007-2008 en la Serie A, al lado de jóvenes jugadores de la Juventus como Sebastian Giovinco y Claudio Marchisio. Después de la temporada exitosa de los tres jugadores en la Serie A con el Empoli, no pudieron evitar ser relegados a la Serie B. Tras la cesión, Marchisio y Giovinco se quedaron en la Juventus, sin embargo Volpato se quedó en la Serie B, de la mano del AS Bari, en la oferta conjunta de la propiedad, donde trabajó con el entrenador y ex héroe de la Juventus Antonio Conte. En febrero de 2009 se trasladó  a Piacenza Calcio, en busca de minutos.
Tras rondar por numerosos equipos italianos, actualmente defiende los colores del modesto Adriese.
| Club                | Temporada | Juegos | Goles |
| ------------------- | --------- | ------ | ----- |
| Padova              | 2003-2004 | 18     | 1     |
| Juventus            | 2004-2007 | 0      | 0     |
| Siena               | 2005-2006 | 13     | 2     |
| Arezzo              | 2006-2007 | 22     | 6     |
| Empoli              | 2007-2008 | 13     | 0     |
| Bari                | 2008-2009 | 7      | 1     |
| Piacenza            | 2009      | 2      | 0     |
| Giallipoli          | 2010      | 9      | 2     |
| Livorno             | 2010-2011 | 3      | 0     |
| FC Lumezzane        | 2011      | 13     | 2     |
| Livorno             | 2011-2012 | 1      | 0     |
| Pergocrema          | 2012      | 9      | 0     |
| Union Quinto        | 2012-2013 | 22     | 5     |
| Thermal Abano Teolo | 2013-2014 | 28     | 9     |
| Campodarsego        | 2014-2015 | 18     | 14    |
| Adriese             | 2015-     | 4      | 2     |

- Datos: Q2273808